# Eurojackpot

Paesi fondatori e partecipanti all'Eurojackpot.

L'Eurojackpot è una lotteria paneuropea lanciata nel marzo del 2012 come concorrente dell'EuroMillions. Vi prendono parte 19 nazioni.
È stato istituito nel novembre del 2011 ad Amsterdam quando Germania, Finlandia, Danimarca, Slovenia, Italia e Paesi Bassi si sono riunite decretandone il lancio ufficiale per l'anno successivo. Dopo la conclusione delle negoziazioni anche l'Estonia ha deciso di farne parte.
Le prime schedine furono vendute il 17 marzo 2012 in occasione della prima estrazione del 23 marzo 2012 tenutasi ad Helsinki che per problemi tecnici non ha visto la partecipazione dell'Italia, presente al concorso solo a partire dal 6 aprile 2012.
Il 3 luglio 2012 si è aggiunta la Spagna, il 1º febbraio 2013 la Croazia, l'Islanda, la Lettonia, la Lituania, la Norvegia e la Svezia, il 10 ottobre 2014 la Repubblica Ceca e l'Ungheria ed il 9 ottobre 2015 la Slovacchia per un totale di 17 Paesi partecipanti.
Il 15 settembre 2017, i Paesi partecipanti sono diventati 18 con l'arrivo della Polonia, poi dal 6 marzo 2024 si è aggiunta la Grecia diventando il diciannovesimo paese ad aderire alla lotteria paneuropea.
Il 22 luglio 2022 viene vinto il jackpot più alto della storia della lotteria: 120000000 € in Danimarca.

## Regolamento
Per giocare all'Eurojackpot bisogna scegliere almeno cinque numeri da 1 a 50 e almeno due euronumeri da 1 a 12 (da 1 a 8 fino al 3 ottobre 2014; da 1 a 10 fino al 25 marzo 2022) per un massimo di 139.838.160 combinazioni. Il costo della giocata minima è di 2€ pari a una sola combinazione di 5 numeri e 2 euronumeri. Si può giocare all'Eurojackpot in uno qualunque dei Paesi aderenti alla lotteria indipendentemente dalla cittadinanza anche se un'eventuale vincita può essere riscossa solo nel paese in cui è stata effettuata la giocata.

## Estrazione e modalità di gioco
L'estrazione si tiene ogni martedì e venerdì sera ad Helsinki alle 21:00. Per partecipare, si possono utilizzare la schedina ad un solo pannello, la schedina a 5 pannelli, il Quick Pick e la Bacheca dei Sistemi. È possibile giocare sistemi integrali, ridotti ed a caratura ed è inoltre possibile giocare online.

### Schedina
La schedina può essere ad un solo pannello od a 5 pannelli. Tali schedine consentono di giocare una sola combinazione scegliendo cinque numeri di base più due euronumeri oppure più di una combinazione (sistema integrale) scegliendo più di cinque numeri di base e/o più di due euronumeri. È possibile ripetere la giocata ("fare l'abbonamento") per due, tre, quattro o cinque concorsi consecutivi.
La schedina a un solo pannello consente anche di giocare sistemi ridotti.

### Quick Pick
Il Quick Pick (Scelta Rapida) è una modalità di gioco nella quale il terminale sceglie casualmente i cinque numeri di base e i due euronumeri. Il numero di combinazioni dipende dalla somma che il giocatore decide di giocare e che deve essere pari a uno dei seguenti tagli:
| Costo | N° di combinazioni                                                  |
| ----- | ------------------------------------------------------------------- |
| 2 €   | una combinazione composta da una cinquina e 2 euronumeri            |
| 4 €   | 2 combinazioni composte da 2 cinquine e 2 euronumeri                |
| 6 €   | 3 combinazioni composte da 3 cinquine e 2 euronumeri                |
| 8 €   | 4 combinazioni composte da 4 cinquine e 2 euronumeri                |
| 10 €  | 5 combinazioni composte da 5 cinquine e 2 euronumeri                |
| 12 €  | 6 combinazioni composte da una sestina e 2 euronumeri               |
| 14 €  | 7 combinazioni composte da una sestina, una cinquina e 2 euronumeri |
| 16 €  | 8 combinazioni composte da una sestina, 2 cinquine e 2 euronumeri   |
| 18 €  | 9 combinazioni composte da una sestina, 3 cinquine e 2 euronumeri   |
| 20 €  | 10 combinazioni composte da una sestina, 4 cinquine e 2 euronumeri  |

### Sistemi integrali, ridotti e carature
Per giocare un sistema integrale basta scegliere più di 5 numeri di base e/o più di due euronumeri fino ad un massimo di 32.767 combinazioni.
Il costo di un sistema integrale dipende da quanti numeri di base e da quanti euronumeri vengono scelti ossia in ultima analisi dal numero totale di combinazioni giocate. Per esempio:
| Numeri marcati nel pannello | Euronumeri | Combinazioni messe in gioco | Costo della giocata |
| --------------------------- | ---------- | --------------------------- | ------------------- |
| 6                           | 2          | 6                           | 12 €                |
| 6                           | 3          | 18                          | 36 €                |
| 6                           | 4          | 36                          | 72 €                |
| 6                           | 5          | 60                          | 120 €               |
| 6                           | 6          | 90                          | 180 €               |
| 6                           | 7          | 126                         | 252 €               |
| 6                           | 8          | 168                         | 336 €               |
| 7                           | 2          | 21                          | 42 €                |
| 7                           | 3          | 63                          | 126 €               |
| 7                           | 4          | 126                         | 252 €               |
| 8                           | 2          | 56                          | 112 €               |
| 9                           | 2          | 126                         | 252 €               |
| 10                          | 2          | 252                         | 504 €               |

Con la schedina a un solo pannello è anche possibile giocare sistemi ridotti. Esiste un apposito riquadro, L'Angolo del Sistemista, in cui è possibile scegliere G4 (avendo scelto 10, 11, 12 o 13 numeri di base oltre ai due euronumeri) oppure G3 (avendo scelto 12, 13 o 14 numeri di base oltre ai due euronumeri) oppure G2 (avendo scelto 10, 11 o 12 numeri di base oltre ai due euronumeri) grazie ai quali vengono sviluppati sistemi ridotti che garantiscono rispettivamente almeno un quattro, un tre o un due purché siano stati indovinati i numeri di base tra tutti quelli giocati.
Nelle ricevitorie è possibile acquistare anche delle quote di sistemi di vario genere (sistemi integrali, quadrati integrali, rettangolari integrali) suddivisi in carature. Il giocatore non si sobbarca l'onere dell'intero costo del sistema ma solo di una sua quota: in caso di vincita il premio corrisposto sarà in proporzione alla quota.

## Probabilità di vincita
L'Eurojackpot ha 12 categorie di vincita che sono:
| Rango             | Risultato               | 1 possibilità su | % montepremi destinato | Quota teorica in euro |
| ----------------- | ----------------------- | ---------------- | ---------------------- | --------------------- |
| 1                 | 5 numeri + 2 euronumeri | 139.838.160      | 36,00%                 | 34.323.912,00         |
| 2                 | 5 numeri + 1 euronumero | 6.991.908        | 8,60%                  | 506.516,06            |
| 3                 | 5 numeri + 0 euronumeri | 3.107.515        | 4,85%                  | 102.154,50            |
| 4                 | 4 numeri + 2 euronumeri | 621.503          | 0,80%                  | 4.237,52              |
| 5                 | 4 numeri + 1 euronumero | 31.075           | 1,00%                  | 238,36                |
| 6                 | 3 numeri + 2 euronumeri | 14.125           | 0,80%                  | 105,94                |
| 7                 | 4 numeri + 0 euronumeri | 13.811           | 1,10%                  | 57,78                 |
| 8                 | 2 numeri + 2 euronumeri | 985              | 2,55%                  | 20,83                 |
| 9                 | 3 numeri + 1 euronumero | 706              | 2,85%                  | 18,06                 |
| 10                | 3 numeri + 0 euronumeri | 314              | 5,40%                  | 14,79                 |
| 11                | 1 numero + 2 euronumeri | 188              | 6,75%                  | 9,98                  |
| 12                | 2 numeri + 1 euronumero | 49               | 20,30%                 | 8,02                  |
| Booster (Rango 1) |                         |                  | 9,00%                  |                       |
| Totale            |                         |                  | 100,00%                |                       |

La probabilità di vincere almeno un premio considerando tutte le categorie è di 1 su 21.

## Particolarità del gioco
Nel gioco quando viene vinto il Jackpot, il montepremi dell'estrazione successiva riparte sempre da 10.000.000 €. Il premio massimo, quando non vinto, si accumula fino a raggiungere la soglia massima di 120.000.000 € (limite introdotto nel 2021, fino ad allora era 90.000.000 €) ove la parte eccedente dell'importo verrà aggiunta al montepremi della categoria inferiore che qualora superi anch'essa il limite dei 120.000.000 €, quest'ultima viene aggiunta al montepremi della categoria immediatamente inferiore alla medesima nella quale risultino dei vincitori.
Fino al 31 gennaio 2013, se dopo 13 estrazioni l'intero montepremi massimo non veniva assegnato esso veniva distribuito alla categoria immediatamente inferiore in cui risultavano nello stesso concorso delle giocate vincenti.
Il termine massimo per la presentazione delle ricevute di gioco vincenti è di 90 giorni solari dal giorno successivo alla comunicazione ufficiale dell'esito del concorso, a pena di decadenza di ogni diritto. Trascorsi 60 giorni solari dal giorno successivo alla comunicazione ufficiale dell'esito del concorso, le ricevute vincenti possono essere presentate esclusivamente presso i punti di pagamento del concessionario. Costituisce eccezione la vincita pari o superiore a 10.000.000 € per la quale il termine per poterla reclamare è stabilito in tre anni dalla fine dell'anno solare nel quale è avvenuta l'estrazione in cui è stata realizzata la vincita.
Dal 25 marzo 2022, il montepremi massimo che si può vincere è stato aumentato a 120.000.000 €, inoltre, all'estrazione del venerdì si è aggiunta anche quella del martedì sempre alla stessa ora.

## Vincite e record
- Il primo 5+2 nella storia della lotteria paneuropea del valore di 19.536.863,80 € è stato vinto in Germania, nella regione della Ruhr nell'estrazione dell'11 maggio 2012.
- La prima vincita più alta registrata nella storia del concorso è stata di 90.000.000,00 € nell'estrazione del 15 maggio 2015.
- L'importo massimo del jackpot più ulteriori vincite delle categorie di prezzo più basse, ovvero 91.938.695,00 €, è stato raggiunto il 23 agosto 2019 da un sindacato finlandese di 50 giocatori di Siilinjärvi che ha acquistato un biglietto di sistema con 4 pronostici nel sistema 7/3 per 504,00 € aveva giocato.
- Il 5+2 vinto il 22 luglio 2022 in Danimarca rimarrà nella storia come il jackpot più alto vinto in questa lotteria europea. Infatti dopo le modifiche del 2021 dove si poneva un nuovo limite massimo al jackpot da 90 a 120 milioni di euro mai nessuno aveva indovinato tutta la sequenza di numeri. In Danimarca dunque il più alto Eurojackpot della storia, pari a 120000000 €.

| Rango | Data       | Somma vinta in euro | Paese           |
| ----- | ---------- | ------------------- | --------------- |
| 1     | 22/07/2022 | 120.000.000,00      | Danimarca       |
| 2     | 20/05/2022 | 110.213.537,30      | Germania        |
| 3     | 31/01/2023 | 107.469.011,20      | Germania        |
| 4     | 15/05/2015 | 90.000.000,00       | Repubblica Ceca |
| 5     | 14/10/2016 | 90.000.000,00       | Germania        |
| 6     | 09/02/2018 | 90.000.000,00       | Finlandia       |
| 7     | 23/08/2019 | 90.000.000,00       | Finlandia       |
| 8     | 07/02/2020 | 90.000.000,00       | Germania        |
| 9     | 01/05/2020 | 90.000.000,00       | Germania        |
| 10    | 15/01/2021 | 90.000.000,00       | Germania        |
| 11    | 28/05/2021 | 90.000.000,00       | Germania        |
| 12    | 14/04/2017 | 86.970.702,80       | Finlandia       |
| 13    | 29/07/2016 | 84.777.435,80       | Germania        |
| 14    | 25/03/2016 | 76.766.891,40       | Germania        |
| 15    | 12/03/2021 | 63.605.426,90       | Germania        |
| 16    | 08/02/2019 | 63.248.942,30       | Germania        |
| 17    | 12/09/2014 | 61.170.752,70       | Finlandia       |
| 18    | 20/11/2020 | 61.083.832,10       | Germania        |
| 19    | 23/04/2024 | 60.000.000,00       | Slovenia        |
| 20    | 23/04/2024 | 60.000.000,00       | Germania        |
| 21    | 16/10/2020 | 58.807.427,70       | Slovacchia      |
| 22    | 05/12/2014 | 58.693.173,90       | Germania        |
| 23    | 04/04/2014 | 57.275.841,60       | Finlandia       |
| 24    | 14/06/2019 | 55.280.363,70       | Repubblica Ceca |
| 25    | 15/03/2019 | 53.423.674,30       | Svezia          |
| 26    | 26/05/2017 | 50.270.035,20       | Germania        |
| 27    | 01/01/2016 | 49.685.851,50       | Germania        |
| 28    | 20/02/2015 | 49.670.283,00       | Danimarca       |
| 29    | 10/09/2021 | 49.327.084,70       | Germania        |
| 30    | 09/04/2021 | 49.162.255,50       | Danimarca       |
| 31    | 25/06/2021 | 48.195.035,90       | Germania        |
| 32    | 18/08/2017 | 47.357.065,00       | Norvegia        |
| 34    | 07/07/2017 | 46.505.018,60       | Finlandia       |
| 34    | 24/07/2015 | 46.154.745,90       | Finlandia       |
| 35    | 12/04/2013 | 46.079.338,80       | Germania        |
| 36    | 06/07/2018 | 45.000.000,00       | Germania        |
| 37    | 06/07/2018 | 45.000.000,00       | Germania        |
| 38    | 10/05/2019 | 45.000.000,00       | Germania        |
| 39    | 10/05/2019 | 45.000.000,00       | Polonia         |
| 40    | 13/08/2021 | 45.000.000,00       | Finlandia       |
| 41    | 13/08/2021 | 45.000.000,00       | Polonia         |
| 42    | 20/09/2019 | 44.648.075,80       | Norvegia        |
| 43    | 26/06/2020 | 44.565.942,80       | Norvegia        |
| 44    | 09/03/2018 | 42.670.719,30       | Germania        |
| 45    | 20/10/2017 | 41.570.496,90       | Finlandia       |
| 46    | 19/07/2013 | 41.522.930,10       | Germania        |
| 47    | 04/09/2015 | 38.878.827,50       | Finlandia       |
| 48    | 07/08/2020 | 38.145.589,70       | Germania        |
| 49    | 07/08/2020 | 38.145.589,70       | Spagna          |
| 50    | 28/08/2020 | 34.889.569,00       | Finlandia       |
| 51    | 29/05/2020 | 33.290.606,90       | Italia          |
| 52    | 07/12/2018 | 33.208.146,80       | Danimarca       |
| 53    | 13/11/2015 | 32.657.956,90       | Germania        |
| 54    | 09/10/2015 | 31.579.233,10       | Spagna          |

## Ripartizione del montepremi
Il 50% delle giocate viene destinato alla formazione del montepremi, il 22% del montepremi (quindi l'11% delle giocate) andrà a formare il jackpot e alla rete invece andrà un aggio del 8% sulle giocate.